# Cascade Valley
Cascade Valley az Amerikai Egyesült Államok északnyugati részén, Washington állam Grant megyéjében elhelyezkedő statisztikai település. A 2010. évi népszámlálási adatok alapján 2246 lakosa van.

## Népesség
A 2010-es népszámláláskor  2246 lakója, 840 háztartása és 591 családja volt. A népsűrűség 292,5 fő/km2. A lakóegységek száma 932, sűrűségük 121,4 db/km2. A lakosok 82,1%-a fehér, 1,9%-a afroamerikai, 1,6%-a indián, 0,6%-a ázsiai,  9,1%-a egyéb, 4,6%-a pedig kettő vagy több etnikumú. A spanyol vagy latino származásúak aránya 19,4% (17,3% mexikói, 0,1% Puerto Ricó-i, 0,3% kubai, 1,7% egyéb spanyol vagy latino származású.)
A háztartások 30,2%-ában élt 18 évnél fiatalabb. 56,8% házas, 9,3% egyedülálló nő, 4,3% egyedülálló férfi, 29,6% pedig nem család. 24% egyedül élt; 6,1%-uk 65 éves vagy idősebb. Egy háztartásban átlagosan 2,67 személy élt; a családok átlagmérete 3,18 fő.
A medián életkor 37,1 év volt. Lakóinak 26,8%-a 18 évesnél fiatalabb, 6,5% 18 és 24 év közötti, 22,6%-uk 25 és 44 év közötti, 27,9%-uk 45 és 64 év közötti, 12,6%-uk pedig 65 éves vagy idősebb. A lakosok 51,8%-a férfi, 48,2%-a pedig nő.